# Łaskarzew
Łaskarzew is een stad in het Poolse woiwodschap Mazovië, gelegen in de powiat Garwoliński. De oppervlakte bedraagt 15,35 km², het inwonertal 4921 (2005).

## Verkeer en vervoer
- Station Łaskarzew